# Ratibořice (Jaroměřice nad Rokytnou)
Ratibořice (2. pád do Ratibořic, 6. pád v Ratibořicích; německy Ratiborzitz) jsou vesnice, místní část Jaroměřic nad Rokytnou. Název značí „ves lidí Ratiborových“. Ve vesnici žije 204 obyvatel. Nedaleko obce bylo vybráno v lokalitě Na Skalním místo pro možný sklad vyhořelého jaderného paliva, okolní obce s tímto nesouhlasí. Lokalita byla vytipována SÚRAO z oblasti o ploše kolem 40 km2 a byla zařazena do užšího výběru. V březnu 2018 proběhly protesty proti průzkumům hlubinného úložiště jaderného odpadu na pozemcích u obce. Lokalitu odmítl i starosta města Jaroměřice nad Rokytnou, pod kterou vesnice spadá.

## Geografická charakteristika
Zastavěné území místní části Ratibořice je od místní části Jaroměřice nad Rokytnou vzdáleno více než 3,5 km po silnici III/4014. Na silnici č. II/360 jsou u Výčap napojeny bezmála dvoukilometrovou částí téže silnice č. III/4014. Spojení s Boňovem zajišťuje silnice č. III/4015.
Ratibořice se rozkládají v nadmořské výšce 460 až 480 m n. m.; jejich povrch stoupá od jihozápadu k severovýchodu. V lese východně od Ratibořic pramení potok, který protéká jižně od osady a své vody odevzdává Štěpánovickému potoku asi 600 m před Štěpánovicemi. Ratibořice leží téměř uprostřed trojúhelníku vymezeného trojicí kopců: kopcem o výšce 465 m na jihozápadě u soutoku Ratibořického potoka se Štěpánovickým potokem, taktéž zalesněným kopcem s kótou 504 m severně od osady a na východě se zalesněným kopcem o nejvyšší výšce 523 m n. m.

## Historie
První zmínky o Ratibořicích jsou datovány rokem 1348, avšak i jejich území bylo osídleno již v mladší době kamenné, což dokládají archeologické nálezy (střepy moravské malované keramiky); jednou z archeologických lokalit je lokalita Proklaky.
Vládcem obce byl vladycký rod (1351 Ctibor z Ratibořic). V obci byla tvrz. Od 15. století ji spolu s obcí držely různé vladycké rody z okolí (1408–1416 Kryštof z Ratibořic, 1447–1465 Jindřich z Hrochova). Od 60. let 17. stol. seděli v obci Rechenberkové. Adam a Arnošt z Recheberka přeměnili po roce 1660 tvrz na barokní zámek (v 19. stol. v něm zřízeny byty). V roce 1696 už ves náležela k lesonickému panství.
V roce 1843 se uvádí počet obyvatel 275, k roku 1850 pak 258 obyvatel.
Na postavení kaple na návsi proběhla obecní sbírka (1928), téhož roku byl postaven pomník padlým. Boží muka za obcí směrem k Lipníku jsou z 18. století.
Ratibořice byly elektrifikovány v roce 1930 Západomoravskými elektrárnami (ZME).
Dne 30. ledna 2019 v Ratibořicích shořela kachní farma, škoda dosáhla 4 milionů Kč, zahynulo celkem 6,5 tisíce kachen.
| Rok            | 1869 | 1880 | 1890 | 1900 | 1910 | 1921 | 1930 | 1950 | 1961 | 1970 | 1980 | 1991 | 2001 |
| -------------- | ---- | ---- | ---- | ---- | ---- | ---- | ---- | ---- | ---- | ---- | ---- | ---- | ---- |
| Počet obyvatel | 284  | 302  | 292  | 332  | 292  | 324  | 347  | 254  | 226  | 226  | 235  | 210  | 220  |

## Pamětihodnosti
- jednotné zemědělské družstvo bylo zřízeno roku 1953.[9] Na bývalém zbytkovém statku dnes hospodaří ekologičtí zemědělci (ratibořická kozí farma).[10][11]

## Osobnosti
- Pavel Dobrovolný (* 1934), ekologický zemědělec a podnikatel[12]
- Jan Holba (1865–1949) – římskokatolický duchovní a politik, organizátor rolnických záložen, zemský poslanec